# Dying Wish
Dying Wish est un groupe américain de metalcore mélodique, originaire de Portland, Oregon.

## Histoire
Dying Wish est formé en 2016, et leur première sortie est une démo en 2018 En 2019, le groupe sort un morceau intitulé Enemies In Red, avec Bryan Garris du groupe Knocked Loose. En 2020, le groupe signe avec SharpTone Records et sort une nouveau morceau intitulée Innate Thirst. Le 7 juillet 2021, le groupe annonce son intention de sortir son premier album, Fragments of a Bitter Memory. L'album sort le 1er octobre 2021. 
En 2023, le groupe annonce l'enregistrement de son deuxième album. Cette même année, le groupe sort un single intitulé Torn From Your Silhouette, Le groupe sort un autre morceau, Watch My Promise Die, en juillet 2023, et annonce son deuxième album en même temps que le morceau. L'album, Symptoms of Survival, sort le 3 novembre 2023 chez SharpTone. Entre le 7 et le 31 octobre, ils feront une tournée aux États-Unis en co-têtes d'affiche avec Pain of Truth. 

## Discographie

### Albums studio
- 2021 : Fragments of a Bitter Memory
- 2023 : Symptoms of Survival

### EP
- 2018 : Dying Wish
- 2018 : Split (avec Serration)
- 2024 : From Nothing

### Singles
- 2019 : Enemies In Red (de l'album Fragments of a Bitter Memory)
- 2020 : Innate Thirst
- 2021 : Fragments of a Bitter Memory
- 2023 : Torn from Your Silhouette (de l'album Symptoms of Survival)